# Keïta Aminata Maiga
Keïta Aminata Maiga, cũng là Aminata Maïga Keïta, (sinh ra?) Là một người chăm sóc sức khỏe, sức khỏe cộng đồng và người ủng hộ trẻ em ở Malian. Bà đã từng là Đệ nhất phu nhân của Mali kể từ ngày 4 tháng 9 năm 2013, với tư cách là vợ của Tổng thống Ibrahim Boubacar Keïta. Trong nhiệm kỳ là đệ nhất phu nhân, Maiga đã thúc đẩy các cải tiến về chăm sóc sức khỏe, giáo dục, phúc lợi của bà mẹ và trẻ em, môi trường và thể thao. Maiga, một đối thủ của hôn nhân trẻ em, đã phát động một chiến dịch quốc gia vào tháng 10 năm 2015 để kết thúc việc thực hành ở Mali.

## Tiểu sử
Maiga có nguồn gốc từ xã Bourem ở vùng Gao phía bắc Mali. Cha của cô, Attaher Maïga, từng là bộ trưởng chính phủ dưới thời Tổng thống Modibo Keïta trong những năm 1960. Aminata Maiga học tại Đại học Nantes ở Pháp.
Maiga giám sát việc quyên góp hơn 30 triệu đồng CFA trị giá thiết bị vệ sinh cho thành phố Ségou như một phần của chiến dịch làm sạch mang tên l'Opération Ségou soc Propre (Chiến dịch xã Ségou Clean). Thiết bị vệ sinh bổ sung cũng được tặng cho thành phố Sikasso phía nam dưới thời đệ nhất phu nhân.
Vào giữa những năm 2010, đại dịch virut Ebola ở Tây Phi ở láng giềng Guinea và Liberia có nguy cơ lớn đối với sức khỏe cộng đồng ở Mali. Đệ nhất phu nhân Aminata Maiga, một chiến dịch nâng cao nhận thức về ebola nhằm vào trẻ em ở trường, được gọi là "Ecole contre Ebola" (Trường học chống lại Ebola) để ngăn chặn sự lây lan của căn bệnh này.
Vào ngày 11 tháng 10 năm 2015, Đệ nhất phu nhân Keïta Aminata Maiga đã phát động một chiến dịch quốc gia, được gọi là "Giáo dục cho con gái, một phương tiện để loại bỏ hôn nhân sớm", để chấm dứt thực hành hôn nhân trẻ em ở Mali. Maiga tiết lộ sáng kiến, được Liên minh châu Phi ủng hộ, tại một thông báo ở thị trấn Konobougou.
Trong Hội nghị thượng đỉnh Châu Phi 2017 của Pháp, được tổ chức tại Bamako, Keita Aminata Maiga đã tổ chức một sự kiện dành cho các đệ nhất phu nhân châu Phi nhằm thúc đẩy chăm sóc sức khỏe sinh sản cho những người trẻ tuổi trên khắp châu Phi.
Maiga là chủ tịch của Hiệp hội Agir, được thành lập năm 1994 và trở thành một tổ chức phi chính phủ vào tháng 6 năm 2005. Cô cũng đã phục vụ trong Ủy ban thể thao và Olympic quốc gia của Mali từ năm 2000.
Vào tháng 8 năm 2020, chồng bà đã từ chức trong cuộc đảo chính Mali năm 2020.